# Hyacinthe Jochams
Hyacinthe Jochams, né à Louvain, le 3 février 1850 et mort à Saint-Gilles le 1er mars 1890, est un peintre belge connu pour ses représentations animalières, principalement de chevaux.
Il expose à dix Salons triennaux en Belgique, à l'Exposition universelle de 1885 à Anvers et au Salon des artistes français de 1885. En dépit de sa brève carrière, le caractère ferme et bien conçu de ses œuvres rappelle l'artiste française Rosa Bonheur.

## Biographie

### Famille
Hyacinthe (Hyacinthe Guillaume Ghislain) Jochams, né à Louvain le 3 février 1850, est le fils de François Jochams (1817), receveur des contributions, et d'Elisabeth Demaret (1820-1860), mariés à Louvain le 9 octobre 1844. 

### Formation
En 1864, Hyacinthe Jochams reçoit le premier prix de dessin à l'athénée royal de Bruxelles. Il est ensuite étudiant à l'Académie royale des beaux-arts de Bruxelles, auprès d'Alexandre Robert, puis il parfait sa formation, vers 1868, auprès du peintre animalier Johannes Hubertus Leonardus de Haas.

### Carrière
Au Salon de Bruxelles de 1872, Hyacinthe Jochams présente Jument et poulains. Il expose à neuf autres salons triennaux belges jusqu'en 1888, de même qu'à l'Exposition universelle de 1885 à Anvers. Il est également présent à la 20e exposition de la Société royale belge des aquarellistes de 1879 et à l'Académie des arts de Berlin en 1886.
Hyacinthe Jochams, célibataire, meurt, à l'âge de 40 ans, à son domicile, chaussée de Charleroi no 21 à Saint-Gilles, le 1er mars 1890.

## Œuvre

### Caractéristiques
Son champ pictural couvre les représentations animalières, essentiellement des chevaux, souvent représentés dans le cadre du travail d'attelage, de halage, de labour et de dressage. Il représente également du bétail, mais ce sont ses représentations équines qui sont les plus fréquentes. Leur caractère ferme et bien conçu rappelle l'artiste française Rosa Bonheur. 
Dès 1875, son œuvre est reçue de manière élogieuse dans la Revue générale : « Le Retour du marché place son jeune auteur, M. Jochams parmi les bons portraitistes de la race chevaline. Très hardiment brossés, sont les solides coursiers à la robe blanche qu'un jeune gars ramène à l'écurie. Voilà un peintre qui n'aura qu'à serrer un peu plus son travail pour être l'un de nos meilleurs maîtres ». En 1882, la Revue artistique estime que L'Attelage de laboureur est un des bons tableaux du Salon d'Anvers, les chevaux de Hyacinthe Jochams étant bien dessinés et se détachent très bien sur le paysage.
Signe : Hyacinth JOCHAMS

### Expositions

#### Belgique
- Salon de Bruxelles de 1872 : Jument et poulains[6].
- Salon de Bruxelles de 1875 : Retour du marché[7].
- Salon d'Anvers de 1876 : Attelage brabançon et Cheval échappé[8].
- Salon d'Anvers de 1879 : Bétail dans les dunes[9].
- Salon de Gand (XXXIe) de 1880 : Chevaux de halage[10].
- Salon de Bruxelles de 1881 : La Halte[11].
- Salon d'Anvers de 1882 : Attelage de laboureur[12].
- Salon de Gand de 1883 (XXXIIe) : Chevaux en prairie et Chevaux[13].
- Exposition universelle de 1885 à Anvers : Bestiaux.
- Exposition triennale de Namur de 1886 : La Diligence.
- Salon de Gand de 1886 (XXXIIIe) : Bétail dans les marais[14].
- Salon d'Anvers de 1888 : Attelage au repos[15].

#### France
- Salon des artistes français de 1885 : Bétail dans les marais[16].

#### Empire allemand
- Exposition des beaux-arts à l'Académie des arts de Berlin en 1886 : Bétail en route[2].